# Lilli Svennegren
Gunnel Solveig (Lilli) Svennegren-Lindholm, född 22 september 1936 i Falkenberg, död 13 juli 2022 i Göteborg, var en svensk målare, tecknare och grafiker.
Hon var dotter till handelsarbetaren Gustaf Svennegren och Linnéa Edvardsson och från 1959 gift med Sten Gustav Lindholm. Svennegren studerade vid Hultbergs målarskola i Göteborg 1950 och för Torsten Renqvist och Poul Ekelund vid Valands målarskola 1955–1959 samt under somrarna 1955–1958 för Per Lindekrantz vid Gerlesborgsskolan i Bohuslän. Separat har hon ställt ut i bland annat Falkenberg, Eskilstuna, Kungsbacka och på Galleri 54 samt Galerie God Konst i Göteborg. Tillsammans med sin man ställde hon ut på Galerie S:t Nikolaus i Stockholm 1960 och tillsammans med Nunne von Unge på Borås konstmuseum 1962. Hon medverkade i Göteborgs konstförenings Decemberutställningar på Göteborgs konsthall 1956–1959, Hallands konstförenings höstsalonger i Halmstad 1959–1960 och Liljevalchs Stockholmssalonger 1962–1963. Hon tilldelades tidskriften Palettens resestipendium 1967. Svennegren är representerad vid Moderna museet, Göteborgs kommun och Stockholms kommun. Hon är gravsatt i askgravlunden på Östra kyrkogården i Göteborg.